# Ann-Catrine Edlund
Ann-Catrine Edlund (* 1959) ist eine schwedische Linguistin. Sie hat seit 2017 die Professur für schwedische Sprache an der Mittuniversitetet inne.
Zum Doktor in nordischen Sprachen wurde sie im Jahr 2000 an der Universität Umeå mit der Abhandlung Sälen och jägaren. De bottniska jägarnas begreppssystem för säl ur ett kognitivt perspektiv („Die Robbe und der Jäger. Das Begriffssystem der bottnischen Jäger für Robbe aus einer kognitiven Perspektive“) promoviert. Von 2001 bis 2017 arbeitete sie als Lektorin in nordischen Sprachen an der Universität Umeå, anschließend als Professorin für schwedische Sprache an der Mittuniversitetet. Sie unterrichtet vor allem in den Fachbereichen Sprachsoziologie, Sprache und Geschlecht, Sprachgeschichte, Schreiben, Rhetorik, Sprachpolitik und Sprachpflege.
Ihr Forschungsgebiet ist die ethnographisch orientierte Linguistik. Nach der Anwendung kognitiver linguistischer Theorie in ihrer Dissertation wandte sie sich den Funktionen des Schreibens im Alltag zu Beginn des 20. Jahrhunderts zu, beispielsweise in Tagebüchern, Liederbüchern und Postkarten aus Västerbottens und Norrbottens län.
Ann-Catrine Edlund ist Hauptredakteurin für eine kritische Ausgabe der von 1878 bis 1901 geschriebenen Tage- und Liederbücher eines Gehöfts im nördlichen Västerbotten. Diese soll als Grundlage für sprachsoziologische Studien mit Fragen zu Sprachnormen, Identität und Modernisierung dienen. Außerdem ist sie Projektleiterin des interdisziplinären Projekts Berättelser om det moderna. Identitetsformering i vykortspraktiker 1900–1920 i Sverige („Erzählungen über das Moderne. Identitätsbildung in Postkartenpraktiken 1900–1920 in Schweden“), welches die soziale Bedeutung der multimodalen Postkartenpraxis in der heranwachsenden modernen Gesellschaft Schwedens zu Beginn des 20. Jahrhunderts untersuchen soll. In einem laufenden Partnerschaftsprojekt mit dem Sundsvalls museum wird zudem eine private Sammlung topographischer Postkarten aus dem Medelpad digitalisiert und systematisiert.
Ann-Catrine Edlund ist Mitglied des Kungliga Skytteanska Samfundet und der Königlichen Gustav-Adolfs-Akademie für schwedische Volkskultur sowie der Referenzgruppe des schwedischen Språkrådet.

## Publikationen (Auswahl)
- Sälen och Jägaren. De bottniska jägarnas begreppssystem för säl ur ett kognitivt perspektiv. Umeå universitet, Umeå 2000, ISBN 91-88466-29-9 (schwedisch, 323 S., DiVA-Portal [abgerufen am 16. Oktober 2020] „Die Robbe und der Jäger. Das Begriffssystem der bottnischen Jäger für Robbe aus einer kognitiven Perspektive“, Dissertation).
- Ett rum för dagen. En studie av två kvinnors dagboksskrivande i norrländsk jordbruksmiljö. Umeå universitet, Umeå 2007, ISBN 978-91-88466-65-5 (schwedisch, 281 S., „Ein Raum für den Tag. Eine Studie des Tagebuchschreibens zweier Frauen in norrländischem Agrarmilieu“; englisches Abstract im DiVA-Portal).
- Ann-Catrine Edlund, Lars-Erik Edlund und Susanne Haugen (Hrsg.): Vernacular Literacies – Past, Present and Future (= Vardagligt skriftbruk. Band 3). Institutionen för språkstudier, Umeå universitet / Kungliga Skytteanska Samfundet, Umeå 2014, ISBN 978-91-88466-86-0 (englisch, 327 S., DiVA-Portal [abgerufen am 16. Oktober 2020]).
- Ann-Catrine Edlund, T. G. Ashplant und Anna Kuismin (Hrsg.): Reading and writing from below: exploring the margins of modernity (= Vardagligt skriftbruk. Band 4). Umeå universitet / Kungliga Skytteanska Samfundet, Umeå 2016, ISBN 978-91-88466-88-4 (englisch, 304 S., DiVA-Portal [abgerufen am 16. Oktober 2020]).